# Луций Юлий Север
Луций Юлий Север (на латински: Lucius Iulius Severus) е политик и сенатор на Римската империя през 2 век.
През 155 г. той е суфектконсул заедно с Децим Рупилий Север.